# 里泽省
里澤省（土耳其語：Rize）是土耳其東北部黑海沿岸的一個省。面積3,792平方公里，2007年人口361,353人。首府里澤。
1924年建省。下分十二縣。

## 語源
其語源是希臘語，即「山坡地」。格魯吉亞語稱為，拉茲語稱為。